# Люмикан
Люмикан - белок, кодируемый геном LUM, член семейства малых богатых лейцином белков (SRLP), в которое также входят декорин, бигликан, фибромодулин, кератокан, эпификан, остеоглицин. Люмикан является важным кератансульфатным протеогликаном роговицы, также он распространён во внутритканевых коллагенозных матриксах по всему телу.